# 讀者反應批評
讀者反應批評（英語：Reader-response criticism），是文学理论的一種流派，主要关注讀者及其對文學作品的感受。

## 发展
尽管文学理论长期以来便已关注读者在创造文学作品的意义和感受中的作用，但现代的讀者反應批評始于20世纪60、70 代的美国與德国。讀者反應批評运动将焦点从文本转移到读者 ，认为情感反应是批评的合理出发点。  由于关注读者的解释活动，讀者反應批評的实践不同于支持文本自主性的理论，例如：形式主义和新批评；以及新近的評論运动，例如；结构主义、符号学和解构主义。 
读者回应批评的代表人物有Norman N. Holland、費許、沃尔夫冈、堯斯。1929年，瑞洽慈分析剑桥大學生的误读，成為读者回应批评的重要先驅；在《文学探索》 （Literature as Exploration, 1938）中，路意斯·羅森布萊特指出，教师應避免强加任何“对作品做出正确反應的先入为主觀念”。
读者反应理论，认为读者是积极的代理人，赋予作品“真实的存在”，通过解释来完成作品的意义。讀者反應批評中，文学是一种表演艺术，每个读者都可以创造自己的、独特的、与文本相关的表演。另一方面，读者反应理论，認為阅读仍是由文本决定，且受詮釋傳統限制，從而避免描述的主观性。  读者反应理论与形式主义和新批评理论完全对立，后兩者忽视读者在文学作品再创作中的作用。 新批评强调，只有文本的内容才是文本意义的一部分，诉诸作者的权威或意图，乃「意圖謬誤」（英語：Intentional fallacy）；而诉诸读者心理，則為「感應謬誤」（英語：Affective fallacy）。